# Vilhena Aeroporto
Vilhena Aeroporto är en flygplats i Brasilien.   Den ligger i kommunen Vilhena och delstaten Rondônia, i den centrala delen av landet, 1 400 km väster om huvudstaden Brasília. Vilhena Aeroporto ligger 615 meter över havet.
Terrängen runt Vilhena Aeroporto är platt. Närmaste större samhälle är Vilhena, 7,3 km sydväst om Vilhena Aeroporto.
Trakten runt Vilhena Aeroporto består till största delen av jordbruksmark. Trakten runt Vilhena Aeroporto är nära nog obefolkad, med mindre än två invånare per kvadratkilometer.